# 上田定
上田 定（かみた さだむ、1916年（大正5年）10月24日 - 1941年（昭和16年）12月8日）は、日本の海軍軍人。太平洋戦争劈頭の真珠湾攻撃において特殊潜航艇「甲標的」搭乗員として戦死した九軍神の一人。二階級特進により最終階級は海軍兵曹長。

## 人物・来歴
広島県出身。上田は5人兄弟姉妹の長男であった。中学を卒業後、呉海兵団に入団し、水雷学校普通科、舞鶴防備隊潜水学校、水雷学校高等科を修卒業。術科学校の高等科を卒業した下士官は、日本海軍の実務を担う人材であったが、上田の高等科卒業時の成績は抜群であった。

### 最後の帰省
1941年（昭和16年）9月、上田は帰省を許された。上田は発熱した状態で帰省したが、故郷は豪雨に見舞われ川が氾濫した状態であった。上田は村人と共に排水、土嚢積みなどに従事。働きぶりは凄まじいものであったと伝わる。夕方に40度を超す高熱で倒れ、翌日高熱が下がらないまま帰隊していった。

### 真珠湾攻撃

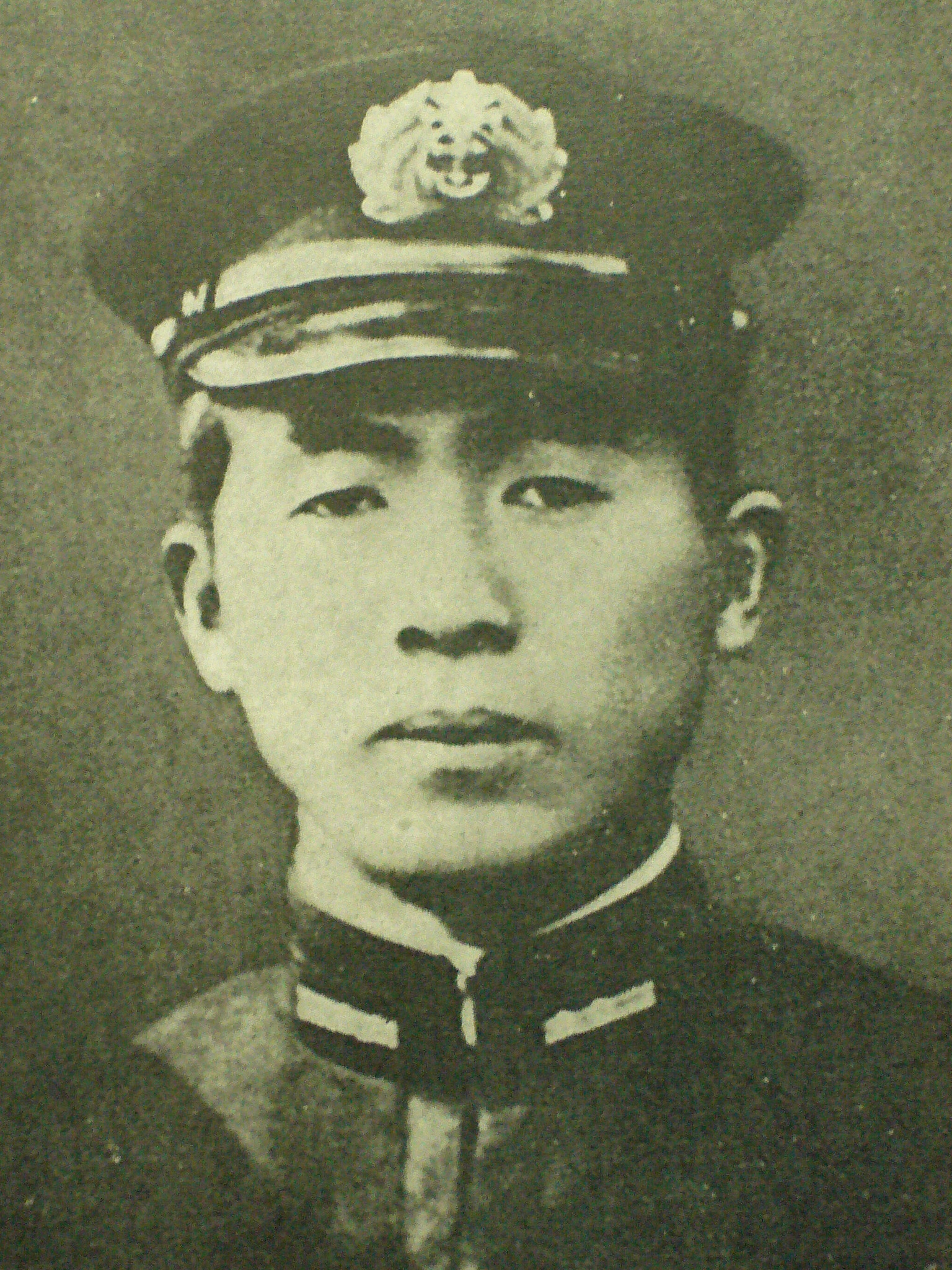
艇長
横山正治少佐

1941年（昭和16年）12月7日午前0時42分（以下、現地時間）、真珠湾の湾口212度、7海里の地点から艇長・横山正治海軍中尉とともに「伊一六潜水艦」から出撃した。特別攻撃隊特殊潜航艇（以下「特潜」 ）5隻の先陣である。
午前10時4分、横山・上田艇は湾口付近で湾内から脱出してきた米軽巡洋艦「セントルイス」を命中はしなかったものの雷撃した潜航艇があり、確証はないものの、これが同艇とも言われる。この際、横山・上田艇が発した「われ奇襲に成功せり」の無電を、母潜（伊一六）が現地夕刻になって受信したとする説がある。「セントルイス」の砲撃を回避し潜航したが、「セントルイス」以外の駆逐艦も加わって爆雷攻撃を受け、米側ではこの時の攻撃で沈没したと見られている。母潜との会合地点には現れず、確かな消息は不明であった。1951年にセントルイスに撃沈された潜航艇と見られる３つに分かれた残骸が湾外で発見され、内部爆発らしき跡があったとされるものの、なお自爆装置が生きている危険性もあり、引揚げられることなくケーブルで沖合に引きずるように移動されて廃棄された。その後、1992年以降のハワイ大学海底研究所(HURL)による深海調査で沖合に潜航艇の残骸があることは知られていたが、これが2009年日米合同の調査により真珠湾攻撃時の潜航艇であることが確認された。ただし、これを横山・上田艇とするのは、母潜（伊一六）が奇襲成功を伝えているとも考えられる電文を受信したのであれば、発信したのはおそらく横山・上田艇で、駆逐艦セントルイスへの雷撃を成功と誤認したのではないかという程度の理由からである。
真珠湾特別攻撃隊指揮官の佐々木半九は、「特潜」生残りの酒巻がハワイで聞いた噂から、「特潜」搭乗員4名が米海軍により埋葬された可能性を指摘、うち1名は上田である可能性を指摘している。墓は未発見である。（ただし厳密には、米側で埋葬があったと明確に伝えられているのは岩佐艇の２名だけである。）

### 家族
もともと生家は富裕であったが、上田定が小学生の頃、父が商売に失敗、山や田畑を売り、苦労は母にもかかった。上田定は長男で、彼を中学に進学させようと、母は朝は４時から夜は手内職で12時まで働いた。女性としても小柄だったが、農作業に加え、昼は近所の手伝いで75キロ近い材木束を担いで働いた。しかし、山村育ちの上田定は、村からの移民もあり、海やハワイ・カリフォルニア等の海外に憧れ、少年なりに海軍を志望した。当時はまだ海軍兵が戦争で死ぬことはあまり想像できず、時代柄もあって、親も反対できなかった。水雷学校では抜群の成績で、特別攻撃隊に選ばれる。
上田定が亡くなり軍神になると、むしろ戦中、米の供出でも、軍神の家なら普通の農家より少しでも多く出せという圧力がかかったという。上田定の弟はまだ子どもで、父は既にかなりの齢であったため、労働は全て母にかかったという。母は無理がたたって、結核にかかり、59歳で亡くなった。